# Bonney Lake
Bonney Lake è una città degli Stati Uniti d'America, situata nello Stato di Washington e in particolare nella contea di Pierce.